# Killary Harbour
Koordinaten: 53° 36′ 10″ N, 9° 48′ 0″ W

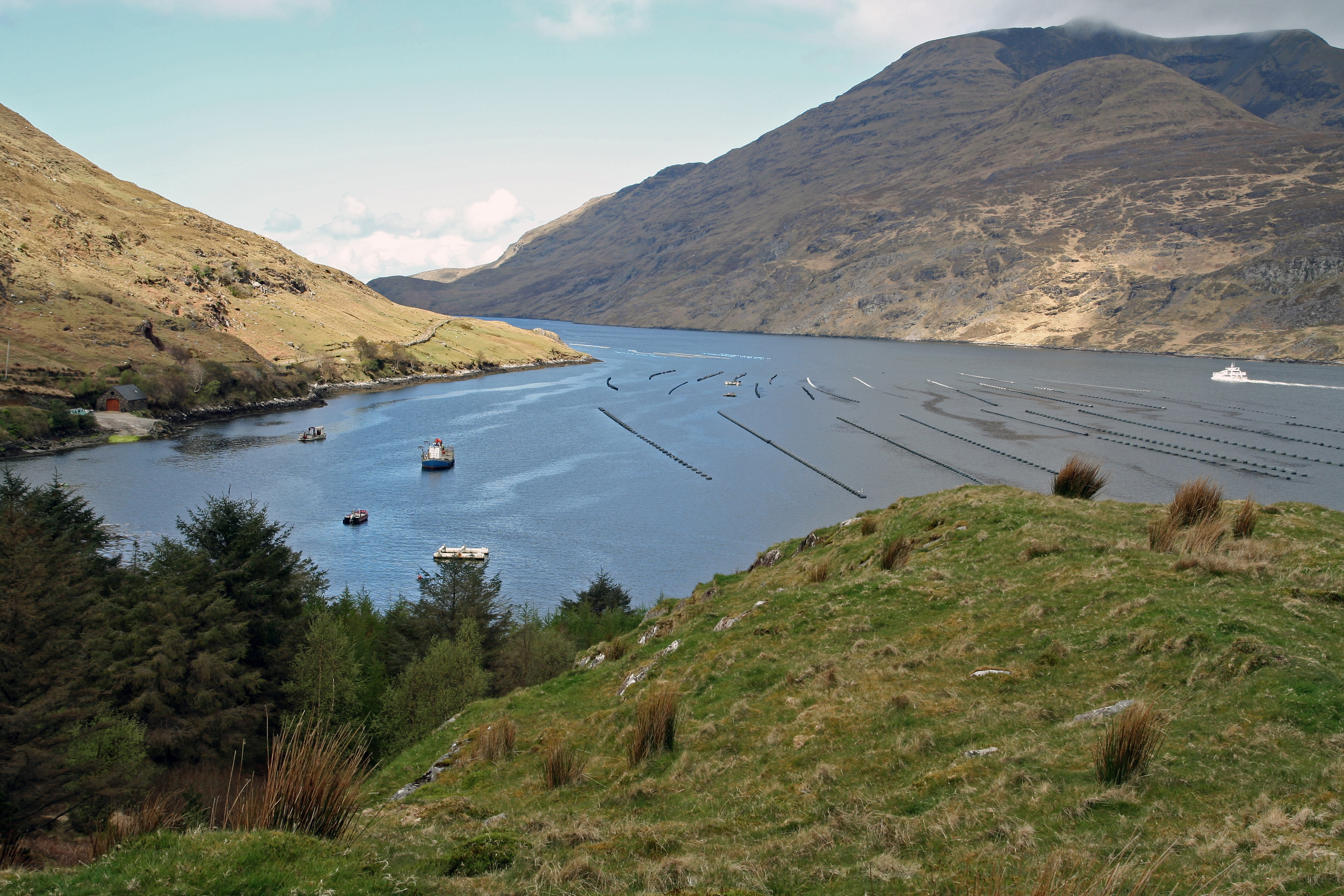
Muschelzucht im Killary Harbour-Fjord

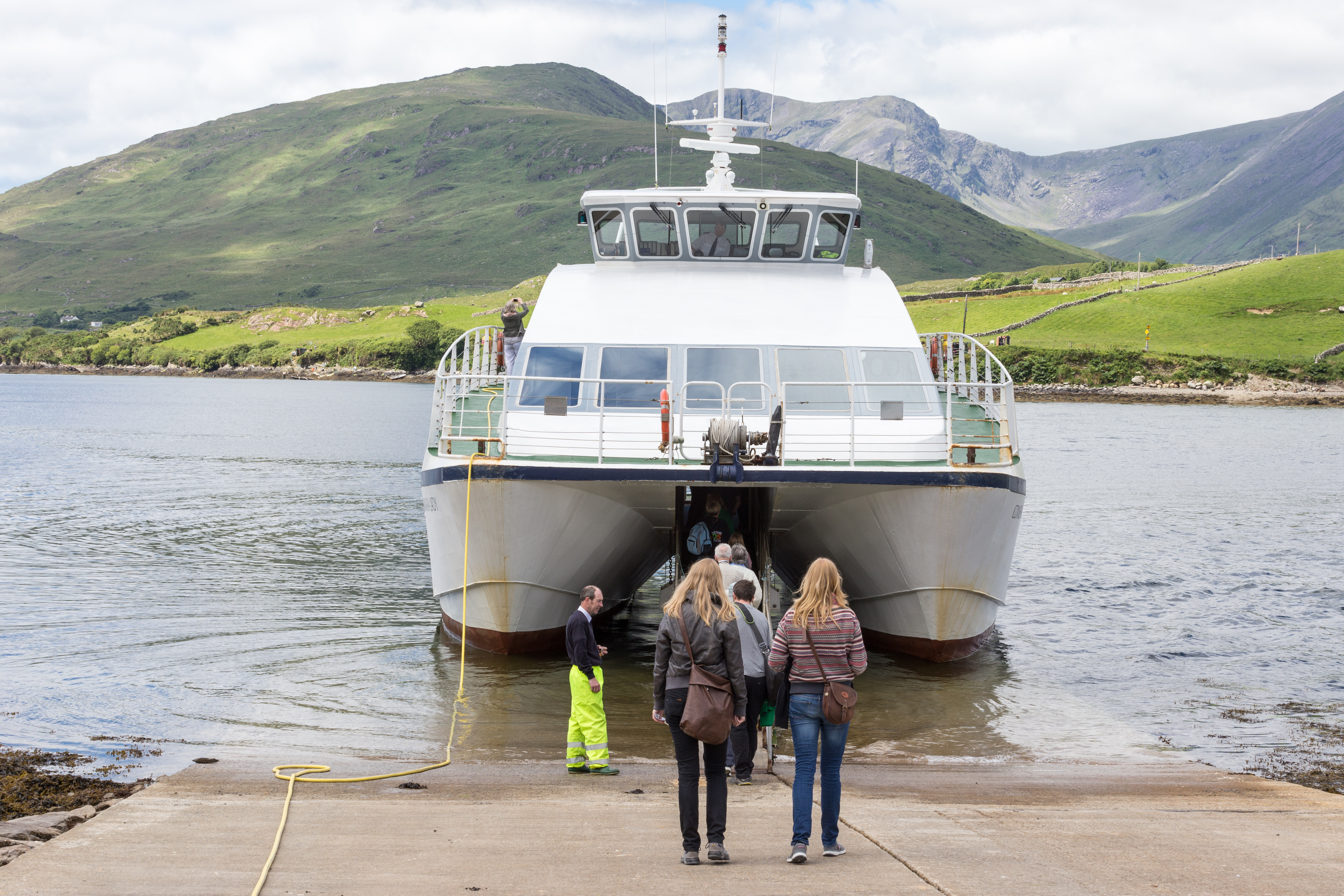
Katamaran Connemara Lady

Panorama des Killary-Fjords von Leenaun aus

Killary Harbour (irisch: An Caoláire Rua) ist der einzige Fjord Irlands. Er erstreckt sich über eine Länge von etwa 15 bis 16 Kilometern und hat teilweise eine Wassertiefe von mehr als 45 Meter. Er liegt an der Grenze der Countys Galway und Mayo und damit im Norden Connemaras. 
In den Fjord münden nahe dem inneren Ende der Leenane-Fluss sowie der größere Erriff-Fluss. Letzterer stürzt kurz vorher den Aasleagh-Wasserfall (irisch: Eas Liath) herunter, der, wie der Ort Leenaun, die Filmkulisse für den Film „The Field“ mit Richard Harris bildeten. Im Fjord befinden sich mehrere gewerbsmäßig betriebene Muschel- und vereinzelte Lachszuchten.
Auf dem Fjord verkehrt das Ausflugsschiff Connemara Lady.

## Nachweise
1. ↑  Aussprache des irischen und englischen Namens: hier.
2. ↑  Aussprache des irischen und englischen Namens: hier.
3. ↑  LOCAL BUSINESS DIRECTORY. In: Internetauftritt Failte go An Líonán. Leenane Development Association, abgerufen am 3. August 2025 (englisch).
4. ↑  Killary Fjord Boat Tours. In: Internetauftritt Connemara and the Islands. Cósta Gaelach Chonamara agus Árann, abgerufen am 2. August 2025 (englisch).
5. ↑  Killary Fjord boats tour. In: Internetauftritt Killary Fjord Boat Tours. Killary Fjord Boat Tours, abgerufen am 2. August 2025 (englisch).